# Huỳnh Thị Thanh Thủy
Huỳnh Thị Thanh Thủy (Đà Nẵng, 1 de julio de 2002) es una reina de belleza y modelo vietnamita. Es la coronada Miss Vietnam 2022 , anteriormente fue coronada en el concurso Miss Danang University 2021 y ganó el título de primera finalista en el concurso Miss Elegant Student Da Nang 2021. En 2024, se anunció que representaría a Vietnam Men en Miss Internacional 2024 se llevará a cabo en Tokio, Japón.

## Biografía
Huynh Thi Thanh Thuy nació en 2002 en Đà Nẵng. En 2019, ganó la medalla de Plata en el concurso de moda juvenil del Festival de las Flores de Primavera de la ciudad de Da Nang 2019. Fue coronada Miss Universidad de Lenguas Extranjeras - Universidad de Da Nang 2021 y primera finalista del concurso de Estudiantes - Estudiante elegante ciudad de Da Nang 2021.

## Trayectoria

### Miss Vietnam 2022
Fue coronada Miss Vietnam 2022 el 23 de diciembre de 2022 en el estadio cubierto Phu Tho en la ciudad de Ho Chi Minh. Sucedió a la saliente Miss Vietnam 2020, Đỗ Thị Hà. Durante el certamen, entró en el top 5 de Fast Track Beauty with a Purpose y Multimedia y ganó el premio Sport.

### Miss Internacional 2024
En 2024, Thanh Thuy fue anunciado como representante de Vietnam en Miss Internacional 2024 que se celebrará en Tokio, Japón. Es la primera Miss Vietnam en competir en Miss Internacional.
| Predecesor: Andrea Rubio | Miss Internacional 2024 | Sucesor: |